# U-143
U-143 — малая немецкая подводная лодка типа II-D для прибрежных вод, времён Второй мировой войны. Заводской номер 272.
Введена в строй 18 сентября 1940 года. Входила в 1-ю флотилию, с 3 ноября 1940 года находилась в 24-й флотилии, с 1 января 1941 года находилась в 22-й флотилии в качестве учебной лодки. С 1 апреля 1941 года находилась в 3-й флотилии, с 13 сентября 1941 года входила в 22-ю флотилию. Совершила 4 боевых похода, потопила одно судно (1 409 брт). После капитуляции Германии субмарина была передана британскому военному флоту.